# Phaedyma graciella
Phaedyma graciella är en fjärilsart som beskrevs av Hans Fruhstorfer 1905. Phaedyma graciella ingår i släktet Phaedyma och familjen praktfjärilar. Inga underarter finns listade i Catalogue of Life.